# Francis Glisson

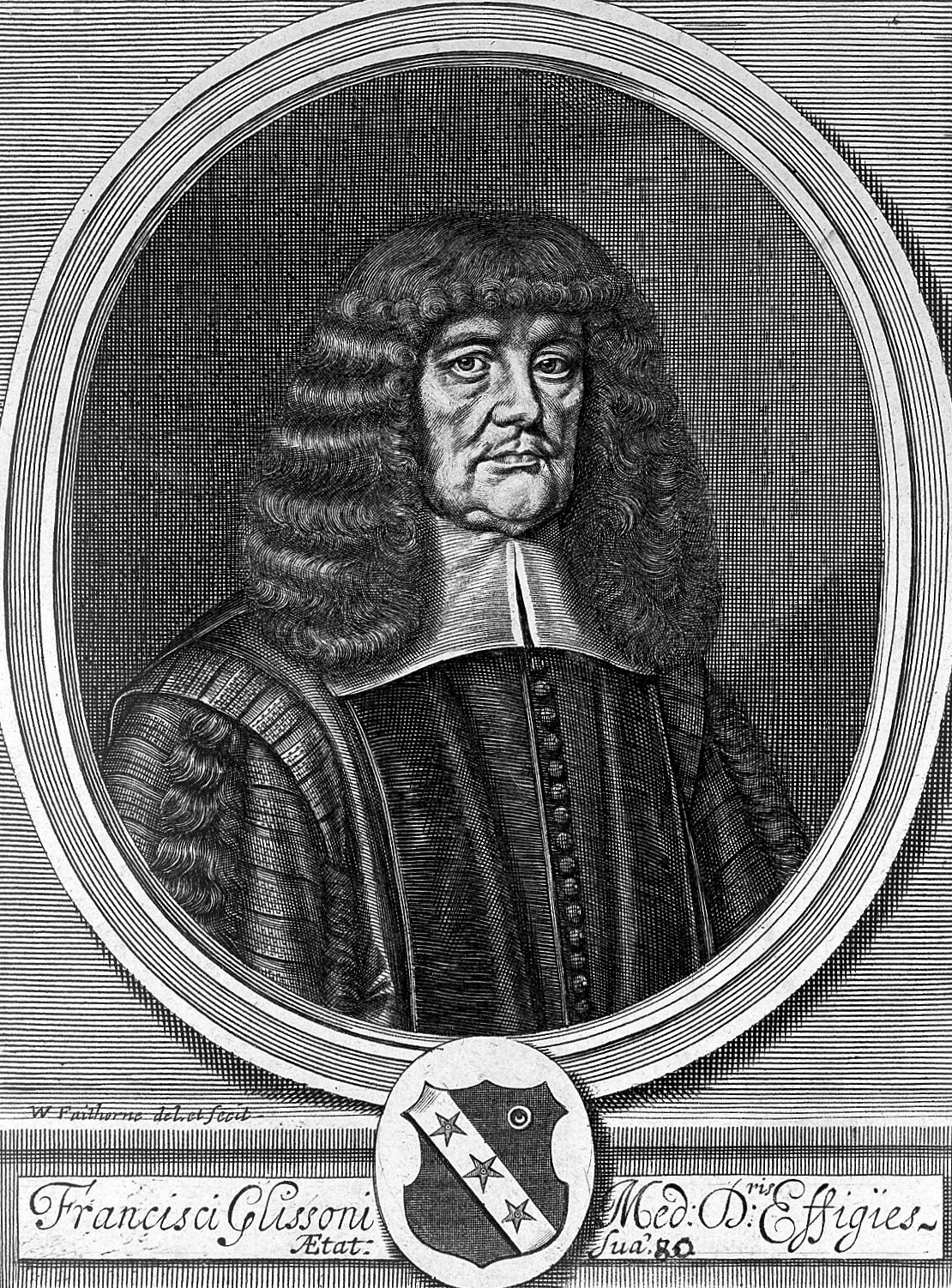
Francis Glisson

Francis Glisson (ur. 1597, zm. 1677) – angielski anatom i fizjolog.
Ukończył Gonville and Caius College Uniwersytetu Cambridge , gdzie był następnie profesorem medycyny. Jeden z pierwszych członków Royal Society w Londynie.
Napisał jedną z pierwszych prac dotyczących krzywicy u dzieci. Prowadził badania z zakresu fizjologii ruchu, anatomii oraz pobudliwości zwierząt.
Glisson zajmował się też filozofią. W roku 1672 opublikował dzieło De natura substantiae energetica, w którym wyłożył swoje poglądy na istotę życia. Według Glissona jest ono nieodłączną cechą całej materii, która z tego powodu wyposażona jest w zdolność ruchu, postrzegania i pożądania.
Eponimem go upamiętniającym jest torebka Glissona, czyli błona włóknista wątroby.